# Порфирий (Александру)
Епископ Порфирий (греч. Ἐπίσκοπος Πορφύριος; 4 ноября 1970, Лион — 3 апреля 2021, Афины) — архиерей неканонической греческой старостильной юрисдикции — Митрополичьего Синода Отеческого Календаря Церкви ИПХ Греции; епископ Мартирупольский, викарий Авлонской и Виотийской митрополии (2008—2021), секретарь Священного синода.

## Биография
Родился 4 ноября 1970 года в Лионе.
В 2004 году окончил в области социологии Лондонский университет.
18 мая 2008 года митрополитом Авлонским Ангелом (Анастасиу) и иерархами Миланского синода митрополитом Миланским и Аквилейским Евлогием (Хесслером) и епископом Торчелльским Лукой был хиротонисан во епископа Мартирупольского, викария Авлонской и Виотийской митрополии.
Владел английским, греческим, итальянским и русским языками.
Скончался 3 апреля 2021 года от COVID-19.